# DCP2
DCP2‏ (Decapping mRNA 2) هوَ بروتين يُشَفر بواسطة جين DCP2 في الإنسان.